# (2717) Tellervo
(2717) Tellervo – planetoida z pasa głównego asteroid okrążająca Słońce w ciągu 3 lat i 109 dni w średniej odległości 2,21 j.a. Została odkryta 29 listopada 1940 roku w obserwatorium w Turku przez Liisi Otermę. Nazwa planetoidy pochodzi od Tellervo, dziewicy leśnej, córki Tapio, boga lasu w mitologii fińskiej. Przed nadaniem nazwy planetoida nosiła oznaczenie tymczasowe (2717) 1940 WJ.